# Flugunfall der Aviaco bei Barcelona
Der Flugunfall der Aviaco bei Barcelona ereignete sich am 14. April 1958, als eine de Havilland DH-114 Heron 2D der Aviaco, während eines Inlandslinienflugs von Saragossa nach Barcelona im Endanflug auf den Zielflughafen außer Kontrolle geriet und abstürzte. Bei dem Zwischenfall kamen alle 16 Insassen der Maschine ums Leben. Es handelte sich zu diesem Zeitpunkt um den schwersten Flugunfall einer de Havilland Heron, der später nur noch durch zwei Flugunfälle mit je 19 Todesopfern in den Jahren 1963 und 1969 übertroffen wurde.

## Maschine
Bei der betroffenen Maschine handelte es sich um eine 1957 gebaute und neu an die Aviaco ausgelieferte de Havilland DH-114 Heron 2D mit der Werknummer 14113, die das Luftfahrzeugkennzeichen EC-ANJ trug. Die Erstzulassung der betroffenen Maschine war am 30. Mai 1957 erfolgt. Das viermotorige Zubringerflugzeug war mit vier 6-Zylinder-Reihenmotoren de Havilland Gipsy Queen ausgerüstet.

## Unfallhergang
Die Maschine startete um 20:19 Uhr Ortszeit vom Flughafen Saragossa und flog nach Barcelona. Um 21:06 Uhr meldete die Besatzung das Fliegen einer Platzrunde. Eine weitere, baugleiche de Havilland Heron 2D der Aviaco mit dem Luftfahrzeugkennzeichen EC-AEJ war in der Zwischenzeit zum Abflug vom Flughafen vorbereitet worden, jedoch wurde dieser zunächst die Starterlaubnis verweigert. Als die Heron EC-ANJ sich in fünf Minuten Entfernung zum Flughafen Barcelona befand, wurde der EC-AEJ schließlich doch die Startfreigabe erteilt. Nach dem Abheben befanden sich die beiden Flugzeuge in einer Flughöhe von 150 Metern auf sich kreuzenden Flugkursen. Die Besatzung der Heron EC-ANJ war gezwungen, ein abruptes Ausweichmanöver vorzunehmen, um eine Kollision zu vermeiden. Hierbei verloren die Piloten die Kontrolle über ihre Maschine, die um 21:07 Uhr Ortszeit südlich des Flughafens, bei Castelldefels, ins Mittelmeer stürzte, wobei alle 16 Insassen ums Leben kamen.

## Ursache
Als Unfallursache wurde die Erteilung einer Startfreigabe für die EC-AEJ durch die Flugsicherung in Barcelona angegeben, ohne dass sich diese vorher über die genaue Position der EC-ANJ vergewissert hätte.